# ونسلا
ونسلا (به لاتین: Vennesla) یک سکونتگاه مسکونی در نروژ است که در وست آدر واقع شده‌است.

## خصوصیات
ونسلا ۳۸۴ کیلومترمربع مساحت و ۱۲٬۳۵۶ نفر جمعیت دارد.

## خواهرخوانده
شهر Salo خواهرخواندهٔ ونسلا هست.